# Hermann Josephson
Hermann Carl Eduard Josephson (* 30. August 1864 in Barmen; † 2. Dezember 1949 in Detmold) war ein deutscher evangelischer Pfarrer, Herausgeber und Schriftsteller.

## Leben
Josephson war ein Sohn des Pfarrers Carl Ludwig Josephson (1811–1888) und seiner Ehefrau Anna Gräfin von der Schulenburg (1827–1900/01), einer Tochter des preußischen Generals Hermann von der Schulenburg. Sein Onkel Ludwig Josephson war ebenfalls Pfarrer. Der Großvater Carl Aron Josephson (1773–1829) war 1805 vom Judentum zum Christentum übergetreten.
Josephson machte 1882 auf dem Gymnasium in Barmen sein Abitur und studierte anschließend Evangelische Theologie in Halle, Greifswald, Berlin und Bonn. Nach dem ersten Examen im Jahr 1886 wurde er Hilfsprediger in Hamm. 1887 wurde er in Bielefeld ordiniert. Seine erste Pfarrstelle trat er 1888 in Beverungen an, wechselte aber schon im nächsten Jahr nach Hamm. 1895 wurde er Pfarrer an der Pauluskirche in Bielefeld, 1899 Pastor primarius an der Liebfrauenkirche in Bremen. Ab 1905 wirkte er als Pfarrer in Klein Oschersleben. Seine letzte Amtsstelle war die des Superintendenten und Ersten Dompredigers am Halleschen Dom. 1920 trat er in den Ruhestand, vertrat aber 1922/23 noch eine Pfarrstelle in Schötmar und 1942–1944 in Schlangen.
Ab 1888 war Josephson in erster Ehe mit Bertha Josephson geb. Cremer (1861–1906) verheiratet, die unter dem Pseudonym Bertha Mercator erbauliche Erzählungen verfasste. Aus der Ehe gingen vier Töchter hervor. Seine zweite Ehe schloss er 1907 mit Margarete Japing aus Wien (1885–1954), die dritte 1922 mit Hildegard Großjohann aus Detmold.

## Werk
Josephson veröffentlichte einige eigene Predigten und erbauliche Betrachtungen. Insbesondere seine Schriften zur moralischen Unterstützung der im Ersten Weltkrieg kämpfenden Soldaten wurden in hohen Auflagen verbreitet. Daneben gab er Sammlungen von Predigten und Erzählungen heraus.

## Veröffentlichungen (Auswahl)
- Wider den Erbfeind! Schriften-Niedorlage der Anstalt Bethel, Bielefeld 1896.

- Schmückt das Fest mit Maien. Ein Heimatgruß für unsere Brüder unter den Waffen zum Pfingstfest 1915. Schloessmann, Leipzig 1915.
- Der Heimat Born : Ein Gruß an unsere kämpfenden Familienväter. Schloessmann, Leipzig 1915.
- Nun singet und seid froh! Ein Weihnachtsgruß an unsere Soldaten daheim und draußen. Schloessmann, Leipzig 1915.
- Osterfreude. Ein Heimatgruss an unsere Soldaten daheim und draussen. Schloessmann, Leipzig 1916.
- Ein Pfingstgruss an unsere Feldgrauen. Schloessmann, Leipzig 1917.
- Euch ist heute der Heiland geboren. Ein Weihnachtsgruß an unsere Soldaten daheim und draußen. Schloessmann, Leipzig 1917.
- Psalter und Harfe, wacht auf! 17 Liederpredigten. Müller, Halle (Saale) 1920.

Als Herausgeber
- Eine deutsche Pfarrfrau. Blätter der Erinnerung. Schloessmann, Leipzig 1907 (Texte von seiner verstorbenen Ehefrau; mehrere weitere Auflagen).
- Schicket euch in die Zeit. Predigten und Reden aus verschiedenen theologischen und kirchenpolitischen Lagern. Krüger, Leipzig 1919.
- Mit Adlersflügeln. Unseren Söhnen. Vaterländische Verlags- und Kunstanstalt, Berlin 1920.
- Wie die zarten Blumen. Unseren Töchtern. Vaterländische Verlags- und Kunstanstalt, Berlin 1920.
- Das Volk siehet ein großes Licht. Adventsgruß für das deutsche Christenhaus. Schloessmann, Leipzig 1927.